# Saiko Takahashi
Saiko Takahashi (高橋 彩子 Takahashi Saiko?), född 11 april 1976, är en japansk tidigare fotbollsspelare.
Saiko Takahashi spelade 2 landskamper för det japanska landslaget.